# Eendracht en Korte Akkers
Eendracht en Korte Akkers is een voormalig waterschap in de provincie Groningen. Het waterschap is in 1875 ontstaan uit een fusie van de schappen Eendragt en Korte Akkers. Het waterschap Vosseveld werd in 1889 werd aan de Eendracht toegevoegd.
Het schap lag ten oosten van Veendam. Het schap strekte zich uit tussen het Meedenerdiep en Zuidwending en had een Z-vorm. De oostgrens lag ongeveer op de Spoorhavenweg, liep daarna in nagenoeg haakse hoek over de Boven Veensloot en daarna pal naar het zuiden, 300 m westelijk van de Koppelweg. De westgrens lag 900 m westelijk van de koppelweg, daarna over de Noorderweg en het verlengde hiervan en vervolgen naar het noorden over de weg het Egypteneinde. De molen van het schap sloeg uit op de Jachtveensloot, waarop ook molen van de Beide Veenslooten uitslaat. De Jachtveensloot mondt uit in het Meedenerdiep.
Waterstaatkundig gezien ligt het gebied sinds 2000 binnen dat van het waterschap Hunze en Aa's